# Vogelstockerhof
Der Vogelstockerhof ist ein Weiler, der zur Ortsgemeinde Eußerthal im Landkreis Südliche Weinstraße in Rheinland-Pfalz gehört.

## Lage
Der Vogelstockerhof befindet sich am südöstlichen Rand der Eußerthaler Gemarkung im Mittleren Pfälzerwald. Unweit von ihm fließt der Dernbach, der in diesem Bereich die Gemarkungsgrenze zu Albersweiler bildet und sich wenige hundert Meter weiter mit dem Eußerbach zum Eisbach vereinigt. In unmittelbarer Nähe befinden sich außerdem der 386 Meter hohe Große Eischkopf, der Weiler Am Igelweiher sowie die Gemarkungen der Ortsgemeinde Dernbach sowie der Stadt Annweiler am Trifels. Bereits auf Gemarkung letzterer liegt außerdem unweit des Vogelstockerhofs das denkmalgeschützte Gut Waldeck.

## Geschichte
Die Geschichte des Vogelstockerhofs geht bis ins 14. Jahrhundert zurück; zunächst war er ein Wirtschaftsgut des nahen Kloster Eußerthal. 1928 hatte er drei Einwohner, die in einem Wohngebäude lebten. Die Einwohner, allesamt Katholiken, gehörten seinerzeit zur Pfarrei von Eußerthal. Zum Hof selbst gehörte einst eine große Fläche, die im Lauf des 20. Jahrhunderts größtenteils verkauft wurde.

## Infrastruktur
Mittlerweile fungiert der Vogelstockerhof als Pferdezuchtbetrieb der Speed Racking Horses mit Gästezimmern. Er besitzt eine Haltestelle der Buslinie 521, die den Ort mit Landau in der Pfalz, Frankweiler, Albersweiler, Eußerthal, Dernbach und Ramberg verbindet.